# Štěpánská
Štěpánská ulice na Novém Městě v Praze spojuje Ječnou ulici a Václavské náměstí. Nazvána je podle gotického farního kostela svatého Štěpána, založeného císařem Karlem IV. ve 14. století.

## Historie a názvy

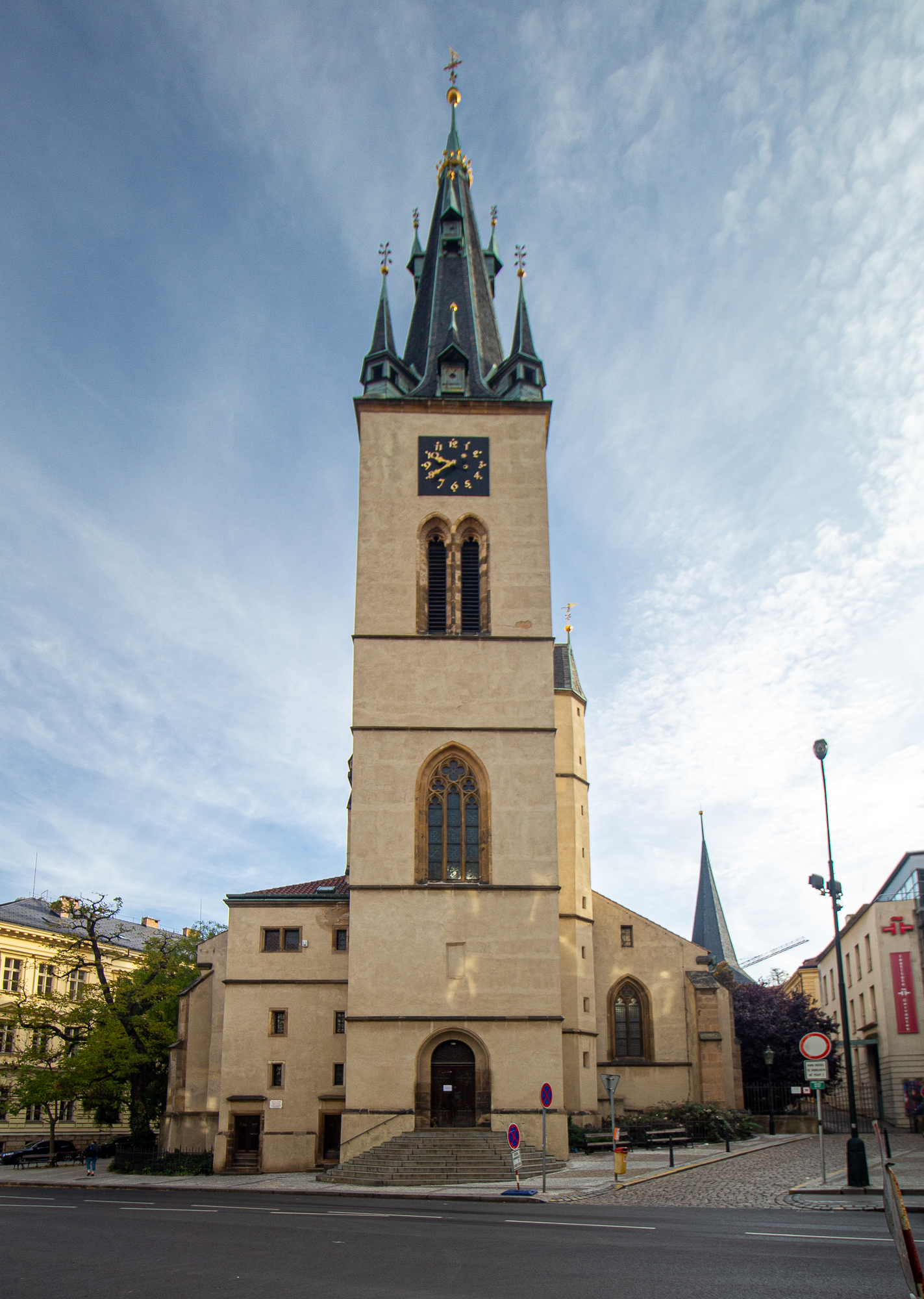
Kostel sv. Štěpána

Ulice vznikla v 14. století na území osady Rybníček, ve které je rotunda svatého Longina písemné zmíněna už v roce 993. Do poloviny 14. století byla zasvěcena svatému Štěpánovi, ale tomu byl věnován velký farní kostel, hlavní chrám Horního Nového města. Názvy ulice se měnily:
- původní název Svatoštěpánská nebo podle zdejšího terénu Nad jámou a Nad louží
- 15. století – Provaznická
- 16. století – Široká ulice u svatého Štěpána
- 17. století – Květoňská podle domu na čísle 22 s názvem Na Květoni, později i Kwittanská
- 18. století – Štěpánská.

## Budovy, firmy a instituce
- Farní kostel svatého Štěpána - 6
- ZŠ u svatého Štěpána - 8/1286
- Ekonomické a obch. odd. Velvyslanectví Španělského království - 10/568
- Farní úřad u kostela sv. Štěpána - 10/568
- budova fary – kulturní památka
- CzechInvest/CzechTrade – Štěpánská 15[2][3]
- Hotel Amarilis – Štěpánská 18[4]
- Dům U Bílého lva – Štěpánská 19[5]
- Dům U Donátů – Štěpánská 21[6]
- Akademické gymnázium Štěpánská – Štěpánská 22[7]
- Dům U Poříčských – Štěpánská 26[8]
- Francouzský institut – Štěpánská 35
- Dům U Hřebeckých – Štěpánská 36[9]
- Hotel Alcron – Štěpánská čp. 623/40, hotel z roku 1932 ve stylu art deco podle projektu Aloise Krofty.
- Palác Lucerna – Štěpánská 61, Vodičkova 36[10]
- Poštovní šekový úřad, dnes Komerční banka – Štěpánská 44, Václavské náměstí 42-46[11]